# 长序木通
长序木通（学名：Akebia longeracemosa）是木通科木通属的木質藤本植物，又名台灣木通。標本採自台灣，1899年由東京帝大教授松村任三命名，意指其較長的總狀花序。分布于台湾岛以及中国大陆的福建、湖南、广东等地，生长于海拔300米至1,600米的地区，多生长在山地常绿林中，目前尚未由人工引种栽培。